# Consiglio di presidenza della giustizia amministrativa
Il Consiglio di presidenza della giustizia amministrativa (CPGA), nell'ordinamento italiano odierno, è l'organo di autogoverno dei magistrati dei tribunali amministrativi regionali, del Consiglio di Stato e del Consiglio di giustizia amministrativa per la Regione siciliana, ossia della magistratura amministrativa.
Il Consiglio di Presidenza della giustizia amministrativa è stato introdotto dalla Legge 27 aprile 1982, n. 186, in analogia al Consiglio Superiore della Magistratura. La sua composizione è stata in seguito modificata dalla Legge 21 luglio 2000, n. 205, che ha aggiunto i membri eletti dal Parlamento, parallelamente a quanto prevede la Costituzione per il Consiglio Superiore della Magistratura.
Con la morte – 24 dicembre 2022 – del Presidente del Consiglio di Stato, Franco Frattini, la carica è vacante fino alla successiva elezione.

## Struttura
Il Consiglio di presidenza della giustizia amministrativa è costituito con decreto del Presidente della Repubblica, su proposta del Presidente del Consiglio dei ministri, ha sede a Roma, presso il Consiglio di Stato, ed è composto da:
- il Presidente del Consiglio di Stato, che lo presiede;
- quattro membri effettivi e due supplenti eletti da e tra i magistrati in servizio presso il Consiglio di Stato;
- sei membri effettivi e due supplenti eletti da e tra magistrati in servizio presso i tribunali amministrativi regionali;
- quattro membri eletti, due dalla Camera dei deputati e due dal Senato della Repubblica a maggioranza assoluta, tra i professori ordinari di università in materie giuridiche o gli avvocati con venti anni di esercizio professionale.

I componenti elettivi durano in carica quattro anni e non sono immediatamente rieleggibili.
Il Consiglio di presidenza elegge il proprio vicepresidente tra i componenti eletti dal Parlamento.

## Funzioni
Il Consiglio di presidenza della giustizia amministrativa:
- verifica i titoli di ammissione dei componenti eletti dai magistrati e decide sui reclami attinenti alle elezioni;
- disciplina con regolamento interno il proprio funzionamento;
- formula proposte per l'adeguamento e l'ammodernamento delle strutture e dei servizi, sentiti i presidenti dei tribunali amministrativi regionali;
- predispone elementi per la redazione della relazione annuale del presidente del Consiglio dei ministri al Parlamento sullo stato della giustizia amministrativa;
- stabilisce i criteri di massima per la ripartizione degli affari consultivi e dei ricorsi rispettivamente tra le sezioni consultive e tra quelle giurisdizionali del Consiglio di Stato;
- stabilisce i criteri di massima per la ripartizione dei ricorsi nell'ambito dei tribunali divisi in sezioni;
- determina i criteri e le modalità per la fissazione dei carichi di lavoro dei magistrati;
- può disporre ispezioni sui servizi di segreteria del Consiglio di Stato e dei tribunali amministrativi regionali, affidandone l'incarico ad uno dei suoi componenti;
- delibera:
  - sulle assunzioni, assegnazioni di sedi e di funzioni, trasferimenti, promozioni, conferimento di uffici direttivi e su ogni altro provvedimento riguardante lo stato giuridico dei magistrati;
  - sui provvedimenti disciplinari riguardanti i magistrati;
  - sul conferimento ai magistrati di incarichi estranei alle loro funzioni;
  - sulle piante organiche del personale di magistratura dei tribunali amministrativi regionali e sulla eventuale divisione in sezioni dei tribunali stessi;
  - sulla dispensa, in casi eccezionali e per motivate ragioni, dall'osservanza dell'obbligo di residenza dei magistrati;
  - sulle piante organiche del personale di segreteria ed ausiliario del Consiglio di Stato e dei tribunali amministrativi regionali;
  - sui criteri per la formazione delle commissioni speciali;
  - sul collocamento fuori ruolo;
  - su ogni altra materia ad esso attribuita dalla legge.

## Attuale composizione
| Titolo                                                   | Componenti                                                                                       |
| -------------------------------------------------------- | ------------------------------------------------------------------------------------------------ |
| Presidente del Consiglio di Stato                        | Luigi Maruotti                                                                                   |
| Componenti eletti dal Consiglio di Stato                 | Gabriele Carlotti Luca Lamberti Stefano Toschei Giancarlo Pezzuto                                |
| Componenti eletti dal Senato della Repubblica            | Giangiacomo Palazzolo Giovanni Doria                                                             |
| Componenti eletti dalla Camera dei deputati              | Francesco Urraro Eva Sonia Sala                                                                  |
| Componenti eletti dai Tribunali Amministrativi Regionali | Mario Alberto di Nezza Ettore Manca Luca Cestaro Laura Patelli Roberto Lombardi Valentina Mameli |

### Componenti supplenti
| Titolo                                                   | Componenti                                     |
| -------------------------------------------------------- | ---------------------------------------------- |
| Componenti eletti dal Consiglio di Stato                 | Dario Simeoli Alessandro Maggio                |
| Componente eletto dai Tribunali Amministrativi Regionali | Ines Simona Immacolata Pisano Pierpaolo Grauso |